# Urgences psychiatriques
La notion d'urgence psychiatrique renvoie à la fois à un contexte pathologique particulier, celui d'un trouble psychiatrique aigu ou décompensé ou d'une crise psychiatrique, et aux services hospitaliers dédiés à leur évaluation et leur prise en charge initiale. Ces derniers sont parfois rattachés à un service d'accueil des urgences générales.

## Situations relevant de l'urgence psychiatrique
Différentes situations cliniques sont rencontrées dans le cadre de urgences psychiatriques. Il s'agit généralement de cas ne pouvant pas être pris en charge immédiatement dans un centre médico-psychologique. Il peut s'agir de troubles aigus, tels que l'attaque de panique, l'épisode psychotique bref ou l'état de dissociation péri-traumatique. Les services d'urgences psychiatriques sont également sollicités pour l'évaluation et l'orientation de personnes présentant un trouble psychiatrique chronique actuellement en situation de décompensation, tels que la schizophrénie ou le trouble bipolaire. Enfin, des contextes de crise psychologique, tels que la crise suicidaire, requièrent également une évaluation et une prise en charge en urgence,.

## En France
Dans ce pays, en termes d'organisation des services de santé publique, les urgences psychiatriques s'insèrent dans le système global, mais sectorisé, des soins psychiatriques, avec des prises en charge « très variable sur le territoire" », et pour N Dubré-Chirat "Si la notion d’urgence ne fait pas consensus en psychiatrie", les services d’accueil d’urgence (SAU) des hôpitaux non spécialisés mais dotés d'un service de psychiatrie" sont devenus le principal "point d’entrée dans le parcours de soin", avec les centres d’accueil et de crise (CAC) là où ils existent. 
Or, comme d'autres services hospitaliers, les urgences psychiatriques ont subi les baisses de budgets et difficultés du système de santé « Le « virage ambulatoire », qui a réduit les capacités d’hospitalisation à temps complet de près de 7 000 places 6 741 en psychiatrie en quinze ans réduit les capacités d’hospitalisation complète en psychiatrie du pays Cette baisse résulte de tendances inverses dans le service public et le secteur privé Au titre du service public, les hôpitaux publics et privés à but non lucratif ont perdu près de 10 400 places de capacitaire depuis 2008 (près de 8 800 dans les hôpitaux publics et 1 600 dans les hôpitaux privés à but non lucratif), tandis que plus de 3 700 places étaient créées dans le secteur privé lucratif Depuis 2008 seules 2000 places d’ambulatoire ont été créés Le rythme de ces fermetures de lits s’est emballé dans le secteur public après la crise sanitaire, principalement en raison du manque de personnel Dans le secteur privé lucratif, à l’inverse, la psychiatrie connait quant à lui un essor relatif et gère 26 des lits d’hospitalisation complète en 2023 soit une hausse de huit points depuis 2008 »,. 
Ils doivent en outre s'adapter à une dégradation de la santé mentale (par exemple liées à la pandémie de Covid-19, et aux carences du secteur ; la hausse d'activité des urgences psychiatriques a été de + 21 de 2019 à 2023 (soit +77% en 4 ans). C'est la plus forte hausse parmi tous les services d'urgence, surtout supportée par l'Hôpital public, mais aussi par le secteur privé non lucratif ; par des services déjà sous-dimensionnés et non conçus pour traiter des situations de crise psychique. Selon Nicole Dubré-Chirat, ceci se traduit par une banalisation à tous les niveaux d'un fonctionnement en mode dégradé, passant notamment par le recours à la contention quand et où le personnel n’est pas assez formé ou en manque d'effectifs. 
Fin 2024, un rapport d’information des députées Nicole Dubré-Chirat et Sandrine Rousseau, étudié le 11 décembre 2024 par la Commission des affaires sociales de l'Assemblée nationale invite le gouvernement et les autorités de santé à porter ce sujet "au plus haut niveau" et à définir une "stratégie claire à long terme". Ce travail insiste notamment sur le fait qu'alors que la souffrance psychique des jeunes augmente (addiction aux réseaux sociaux, aux jeux vidéo, aux écrans, solastalgie et écoanxiété, effets du confinement, problèmes de santé mentale chez les étudiants précaires ou étrangers, etc.), « dans le même temps, la consommation de médicaments psychotropes chez les adolescents et les jeunes adultes a augmenté de façon inquiétante ; en 2023 936 000 jeunes de 12 à 25 ans ont bénéficié du remboursement d’au moins un psychotrope Cela correspond à 144 000 patients de plus qu’en 2019, soit une augmentation de 18% touchant elle aussi particulièrement les jeunes femmes ». Les hospitalisations en urgence pour tentative de suicide et auto-agressions chez les filles de 10 à 19 ans « ont augmenté de 133 % depuis 2020 et de 570 % depuis 2007 »). La pédopsychiatrie est selon S. Rousseau le secteur le plus sinistré, faisant que des jeunes sont redirigés vers des unités pour adultes et une prise en charge inadaptée, voire renvoyés chez eux sans prise en charge.  Le rapport propose de "renforcer l’offre de soins de premier niveau pour garantir une prise en charge précoce, graduée et homogène sur le territoire" et prévenir l'engorgement des urgences, dont en outillant mieux les médecins généralistes, en simplifiant la territorialisation des soins psychiatriques et en mobilisant les acteurs de proximité, en clarifiant la prise en charge d’urgence, en généralisant la compétence psychiatrique aux services d’accès aux soins (SAS), en mobilisant le secteur privé dans la prise en charge des urgences et en confortant les moyens de la médecine scolaire et étudiante, ainsi que de la psychiatrie périnatale. Les métiers de la psychiatrie doivent aussi être rendus plus attractifs,.